# 에이원알폼
에이원알폼(영어: A ONE ALFORM)은 대한민국의 거푸집류 기업이다.

## 역사
2005년 4월 설립되어 2020년 기업회생 절차를 밟았으나, 2022년 회생 절차를 조기 종료했다.